# Stewart Taylor
Pour les articles homonymes, voir Taylor.
Stewart Taylor est un abolitionniste canadien né le 29 octobre 1836 à Uxbridge, en Ontario, et mort le 17 octobre 1859 à Harpers Ferry, alors en Virginie. Il est connu pour son engagement aux côtés de John Brown : présent à la convention de Chatham réunie autour de ce dernier en mai 1858, il participe en octobre 1859 à son raid contre Harpers Ferry, au cours duquel il est tué en défendant le bâtiment depuis lors connu comme le « fort de John Brown ».